# Ред-Рок (Онтаріо)
Ред-Рок (англ. Red Rock) — містечко на північному заході Онтаріо, Канада, розташоване в окрузі Тандер-Бей. Громада Ред-Рок розташована на березі Верхнього озера, приблизно 16 км на захід від річки Ніпіґон, де вона впадає в затоку Ніпіґон на північному березі Верхнього озера. Населення станом на 2011 рік — 942 особи.

## Історія
Під час Другої світової війни тут був створений табір для військовополонених, у якому перебували переважно німецькі полонені.

Щороку тут проводиться Фолк-фестиваль Red Rock, який проводить Live From the Rock Folk & Blues Society.

## Економіка

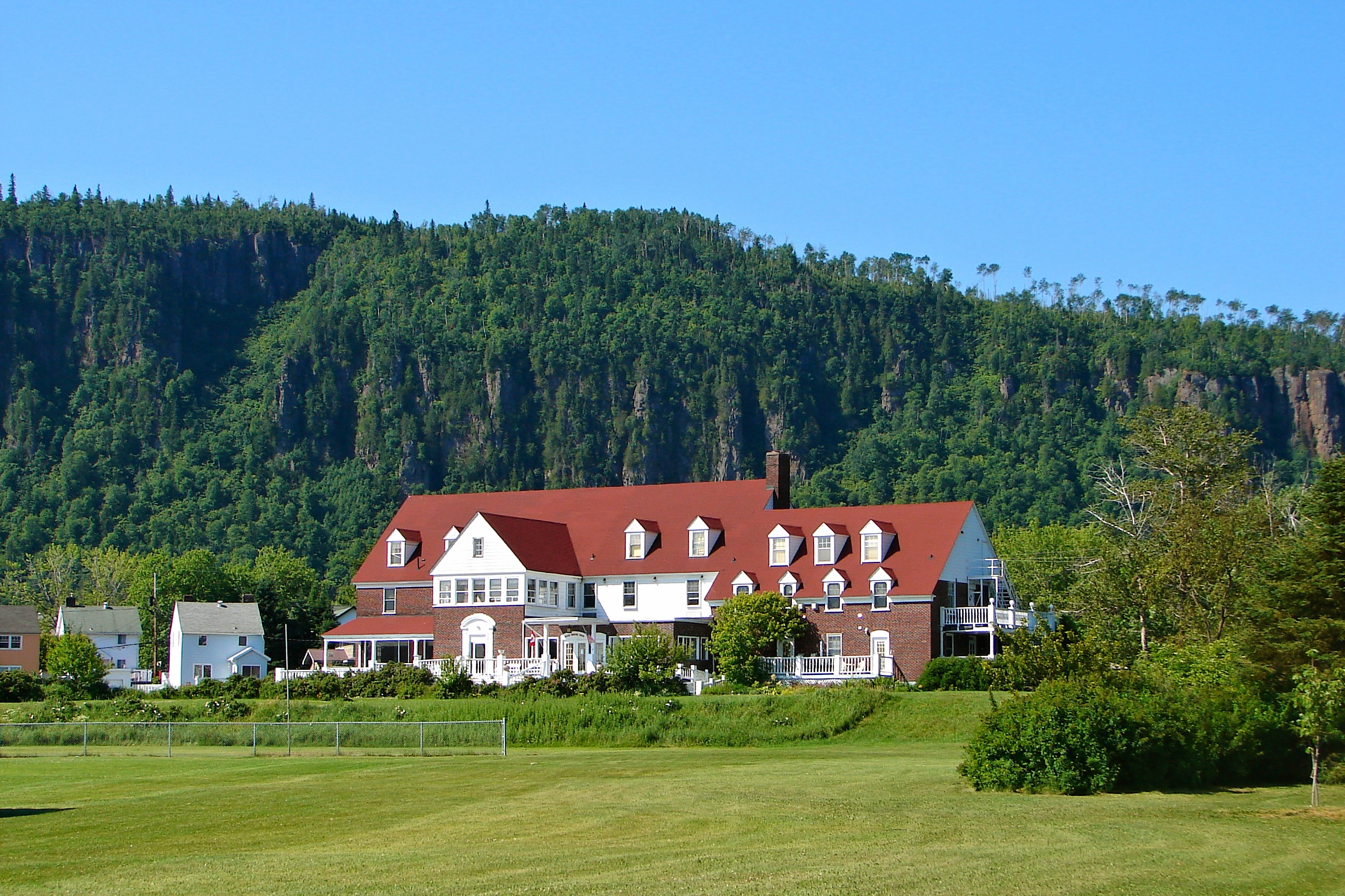
Red Rock Inn

Основним джерелом роботи в Ред-Рок була фабрика обгорткового паперу, що належала Norampac. Спочатку фабрика мала дві машини для крафт-паперу, але наприкінці 2005 року потужності було скорочено до однієї машини. 31 серпня 2006 року Norampac оголосив про закриття заводу з виробництва тарного картону на невизначений термін. Це сталося через несприятливі економічні умови, такі як зростання цін на волокно, вартість енергії та зміцнення канадського долара.
У вересні 2007 року компанія Norampac оголосила про продаж свого заводу в Ред-Рок компанії American Logistic Services Inc. Новий фанерний завод мав запрацювати до осені 2008 року, цей термін перенесли на весну 2009 року. Проте плани були зрештою скасовані, завод було знесено, а землю було продано компанії Riversedge Developments у квітні 2015 року. Були розмови про будівництво морського порту та заводу з виробництва біомаси на землі, але залишається незрозумілим, що саме фактично станеться.

## Відомі жителі
- Гізер Г'юстон — чемпіонка світу з керлінґу серед жінок 1989 року.

## Зовнішні посилання
- Офіційний сайт